# Zbór Kościoła Adwentystów Dnia Siódmego w Gorzowie Wielkopolskim
Zbór Kościoła Adwentystów Dnia Siódmego w Gorzowie Wielkopolskim – zbór adwentystyczny w Gorzowie Wielkopolskim, należący do okręgu wielkopolskiego diecezji zachodniej Kościoła Adwentystów Dnia Siódmego w RP.
Pastorem zboru jest kazn. Stanisław Sowa, natomiast starszą – Marta Sowa. Nabożeństwa odbywają się w kaplicy przy ul. Jagiełły 5a każdej soboty o godz. 9.30.